# Gert Bettens
Pour les articles homonymes, voir Bettens.
Gert Bettens (né à Anvers le 19 mars 1970) est le guitariste chœur du groupe K's Choice.
Après avoir tourné pendant 10 ans, il s'oriente tout comme son frère, Sam Bettens, vers une carrière solo avec le groupe Woodface dont le premier album Good Morning Hope est sorti le 19 septembre 2005.
Le groupe s'est cependant reformé en 2009 et un nouvel album est sorti au mois de mars 2010.